# Stonehouse, Plymouth
Stonehouse, Plymouth est la fusion des villes qui ont formé Plymouth dans le Devon en Angleterre. 
Les villes étaient East Stonehouse et West Stonehouse, un village situé dans l'actuel parc national du Mont Edgcumbe, en Cornouailles qui a été détruit par les Français en 1350. La colonie d'East Stonehouse, était située à l'embouchure de l'estuaire du Tamar.

## Histoire
Le peuplement de la région remonte à l'époque romaine. Une maison en pierre se dressait vraisemblablement près de Stonehouse Creek (en). Cependant, d'autres histoires font état de terres possédées au XIIIe siècle par Robert le Bâtard. Ces terres passèrent ensuite de la famille Durnford, par mariage, à la famille Edgecombe aux XIVe et XVe siècles. Le site de la colonie d'origine de Stonehouse est de nos jours principalement occupé par le complexe Princess Yachts (en). 
Aux XVIIe, XVIIIe et XIXe siècles, les quartiers d'Emma Place et de Caroline Place abritaient de nombreux amiraux, médecins et membres du clergé de haut rang de l'ouest du pays. Ces rues, avec Millbay Road, formaient le quartier chaud de Plymouth. Union Street, construite à l'origine à travers des marais, fut pendant près d'un siècle le centre de la vie nocturne de la ville, avec une centaine de pubs, un music-hall et de nombreuses autres attractions. Une grande partie fut détruite par les bombardements de la Seconde Guerre mondiale. Après la guerre, la zone située entre Union Street et le quai fut utilisée par de petites usines, des entrepôts, des concessionnaires et des réparateurs automobiles. Pendant des décennies, elle resta sous-développée par rapport aux autres quartiers de Plymouth.
Stonehouse est historiquement une chapelle de la paroisse de Plymouth St Andrew's (en), couvrant la partie de la paroisse située en dehors des limites de l'arrondissement de Plymouth. Elle devient une paroisse indépendante en 1746. La paroisse d'East Stonehouse est un district d'administration locale en 1872, gouvernée par un conseil local. Ces conseils locaux ont été reconstitués en conseils de district urbain en 1894.
Le district urbain d'East Stonehouse est aboli en 1914 et est absorbé par le borough de Plymouth, avec sa voisine Devonport. East Stonehouse reste une paroisse civile jusqu'au 1er avril 1974, mais en tant que paroisse urbaine, elle n'a aucune fonction pratique, étant directement administrée par la Plymouth Corporation. En 1951, la paroisse comptait 7 770 habitants.
Entre 1993 et 1998, la partie de Stonehouse à l'ouest de Durnford Street (y compris le Royal William Victualling Yard) est désignée comme l'un des trois secteurs de la ville sous le contrôle de la Plymouth Development Corporation (en). Progressivement, des résidents aisés reviennent dans ce quartier, relativement pauvre depuis la Première Guerre mondiale. L'ancien hôpital naval (adjacent aux Millfields – anciennement partie de Stonehouse Creek) est une résidence sécurisée avec gardiens. Royal William Yard, également un site clos de murs, accueille gratuitement le public (hormis les frais de stationnement) dans ses nombreux points de restauration, et est traversé en partie par le South West Coast Path (en), grâce à un escalier spécialement construit en 2013. En 2013, une marina a été ouverte au sein des Millbay Docks (en). 
Sur Stonehouse Creek, une branche du Tamar, au large de l'estuaire connu sous le nom de Hamoaze se trouvent les hangars de construction navale modernes occupés par la société de yachts à moteur de luxe Princess Yachts qui emploie des centaines d'artisans locaux pour construire et équiper des navires coûteux. Le ruisseau se termine maintenant au pont de Stonehouse (pendant de nombreuses années un pont à péage) et au nord-est le large lit de la rivière qui menait au-delà de Millbridge à Pennycomequick et au-delà jusqu'au fond du cimetière de Ford Park, a été récupéré et remblayé en 1973 pour fournir les terrains de jeu de Victoria Park et les terrains de rugby pour la Devonport High School for Boys (en). 
Stonehouse est le site du port international de ferry de Plymouth à Millbay avec au moins des traversées quotidiennes vers Roscoff en Bretagne (sauf en hiver) et des ferries fréquents vers Santander dans le nord de l'Espagne. 
Il existe un ferry régulier pour passagers reliant le débarcadère de marée Admiral's Hard à Cremyll en Cornouailles, qui est utilisé par les visiteurs du parc national de Mount Edgcumbe et les navetteurs vers Plymouth.

## Architecture
Les bâtiments importants comprennent le Royal William Victualling Yard (en), la Stonehouse Barracks, et le Royal Naval Hospital de Stonehouse. De ces trois complexes de défense, seule la caserne reste en possession de la Marine. 
Sous le règne d'Henri VII, les défenses à l'embouchure de la Tamar sont renforcées par la construction de tours à canons. L'une d'elles, la tour d'artillerie, située du côté de la mer, rue Durnford, a été préservée et abrite aujourd'hui un restaurant.
Deux des bâtiments survivants à proximité du quai de Millbay sont la salle de réunion géorgienne en briques rouges et en pierre de Portland, toujours appelée la Long Room, et le Globe Theatre de la fin de l'époque géorgienne ou du début de l'époque victorienne, à 300 mètres au nord, dans la caserne. 
Sur les hauteurs, en direction de North Road, se trouvent deux églises majeures. La première est l'église anglicane Saint-Pierre, avec sa haute flèche au centre de Wyndham Square, de style géorgien. À quelques centaines de mètres à l'est se trouve la cathédrale catholique romaine Sainte-Marie-et-Saint-Boniface (1858), de style victorien moyen. 
En 1882, Arthur Conan Doyle exerçait comme médecin fraîchement diplômé au 1, rue Durnford, à East Stonehouse. Des plaques commémoratives de passages de ses œuvres mettant en scène Sherlock Holmes sont apposées sur le trottoir de la rue Durnford.